# Christophe Guénot
Christophe Guénot, född den 7 januari 1979 i Saint-Rémy, Frankrike, är en fransk brottare som tog OS-brons i welterviktsbrottning i den grekisk-romerska klassen 2008 i Peking. Han är bror till Steeve Guénot som tog OS-guld i lättviktsbrottning i den grekisk-romerska klassen 2008